# Intoshella caeca
Intoshella caeca är en ringmaskart som först beskrevs av Moore 1910.  Intoshella caeca ingår i släktet Intoshella och familjen Polynoidae. Inga underarter finns listade i Catalogue of Life.